# 普爾特尼維爾 (紐約州)
普爾特尼維爾（英語：Pultneyville）是位於美國紐約州韋恩縣的普查規定居民點。

## 人口
根據2020年美國人口普查的數據，普爾特尼維爾的面積為6.07平方千米，皆為陸地。當地共有人口817人，而人口密度為每平方千米134.6人。